# Палестин (Илиноис)
Палестин (енгл. Palestine) град је у америчкој савезној држави Илиноис.

## Демографија
По попису из 2010. године број становника је 1.369, што је 3 (0,2%) становника више него 2000. године.
| Група             | 2000.         | 2010.         |
| Белци             | 1.347 (98,6%) | 1.335 (97,5%) |
| Афроамериканци    | 1 (0,1%)      | 8 (0,6%)      |
| Азијати           | 3 (0,2%)      | 5 (0,4%)      |
| Хиспаноамериканци | 9 (0,7%)      | 9 (0,7%)      |
| Укупно            | 1.366         | 1.369         |